# The Lost Files of Sherlock Holmes

The Lost Files of Sherlock Holmes (traduit en français Les Dossiers secrets de Sherlock Holmes) est une série de jeux vidéo d'aventure inspirée des aventures de Sherlock Holmes, développée par Mythos Software et éditée par Electronic Arts dans les années 1990. La série comprend deux jeux : The Case of the Serrated Scalpel (1992, non traduit en français), et The Case of the Rose Tattoo (1996, sorti en France sous le titre L'Affaire de la rose tatouée). Le premier épisode est sorti sous DOS et 3DO, tandis que le deuxième est sorti sous DOS / Windows 95.

## Système de jeu
Les deux jeux de la série utilisent un système de jeu en point & click. Dans les deux jeux, la carte de localisation est un élément central du gameplay, permettant au joueur d'avoir un accès rapide à divers endroits de Londres.

## The Case of the Serrated Scalpel
Ce premier opus de la série, existant en langue anglaise, chinoise et espagnole, est sorti en 1992 sous MSDOS, et a été porté 2 ans après sur 3DO. Le gameplay est inspiré du moteur de jeu de la société Lucas Arts, alors très en vogue dans le monde du jeu vidéo : de nombreux objets et personnages sont interactifs dans un décor en 2D. Pour interagir avec eux, il faut sélectionner un verbe disponible en bas de l'écran (regarder, prendre, ouvrir...) et cliquer sur l'objet en question. Un fond sonore est assuré par des musiques de type MIDI assez poussées pour l'époque.
L'affaire se déroule en 1888. Sherlock Holmes, aidé du Docteur Watson, doit enquêter sur la mort d'une jeune actrice, assassinée de nuit alors même qu'elle venait de sortir de chez elle. Tout porte à croire qu'il s'agit de l'œuvre de Jack l'Éventreur, mais Sherlock Holmes pense que l'affaire est bien plus complexe qu'il n'y paraît, et que le véritable meurtrier n'a fait que profiter de la terreur engendrée par Jack l'Éventreur pour commettre un meurtre sans attirer les soupçons sur lui.
Le jeu a reçu la note de 4/5 sur le site Adventure Gamers.

## L'Affaire de la rose tatouée
Comme son prédécesseur, ce jeu est sorti en langue anglaise, chinoise et espagnole, ainsi qu'en allemand et en français. Dans ce jeu, le joueur incarne successivement le Docteur Watson et Sherlock Holmes. Le jeu s'approche du film interactif avec toujours un gameplay en point & click.
L'action se déroule en octobre 1889. Au ministère de la Défense, la recette d'un nouvel explosif particulièrement dévastateur a été volée. Mycroft Holmes, frère du célèbre détective, décide de retrouver le criminel, et souhaite mettre Sherlock au courant. Malheureusement, juste avant d'avertir son frère de cette nouvelle affaire, Mycroft est gravement blessé par une explosion au Club Diogene où il se trouvait. Sherlock Holmes est rapidement mis au courant de l'accident, mais n'ayant pas eu vent du vol au Ministère, pense à une simple fuite de gaz accidentelle. C'est son ami Watson qui éveille en lui des soupçons en se demandant, sans vraiment y croire, si l'explosion ne serait pas plutôt une tentative de meurtre déguisée en accident.